# みろく横丁
八戸屋台村 みろく横丁（はちのへやたいむら みろくよこちょう）は、青森県八戸市にある固定式屋台が連なる飲食店施設。

## 概要

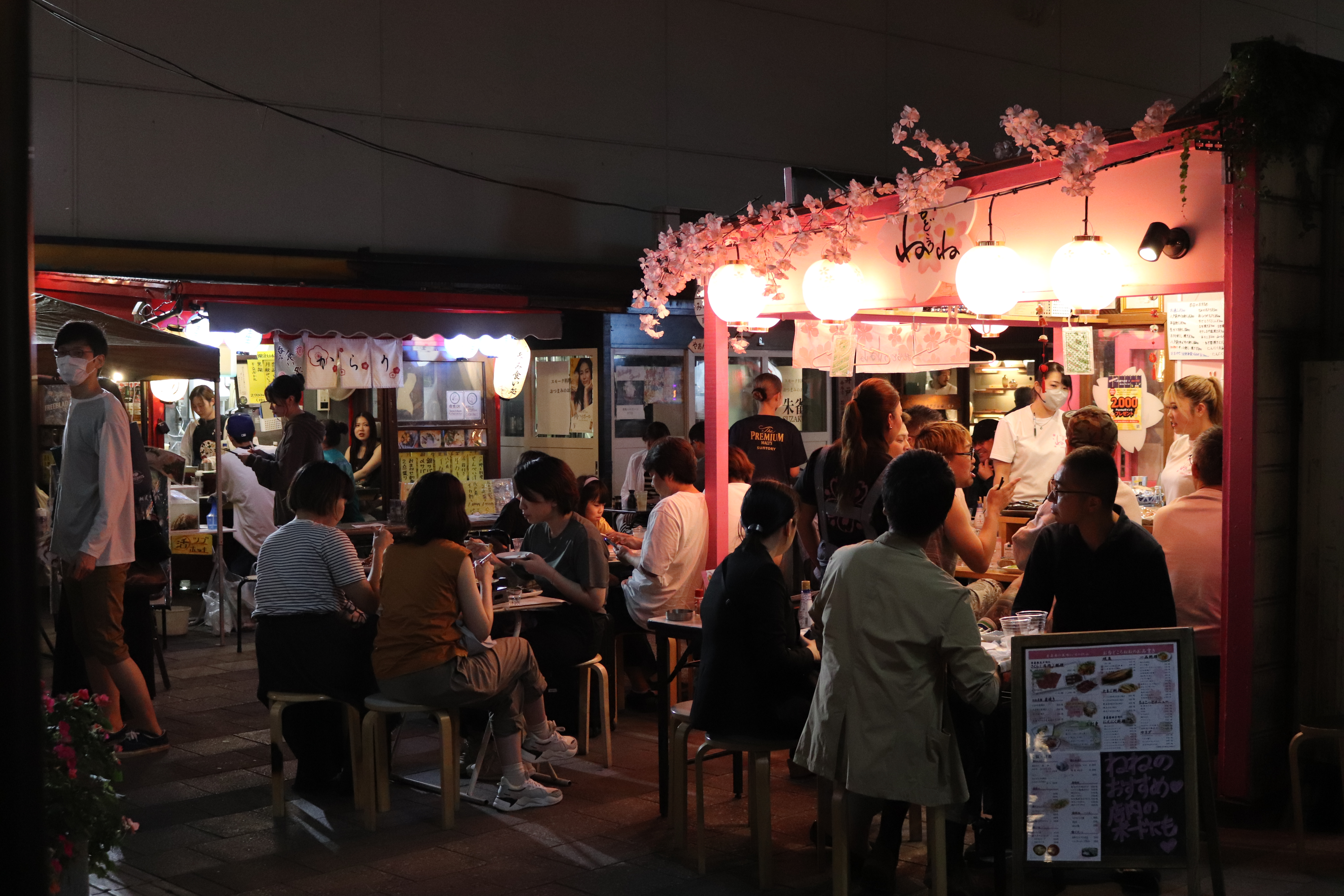
夜のみろく横丁（2024年9月14日）

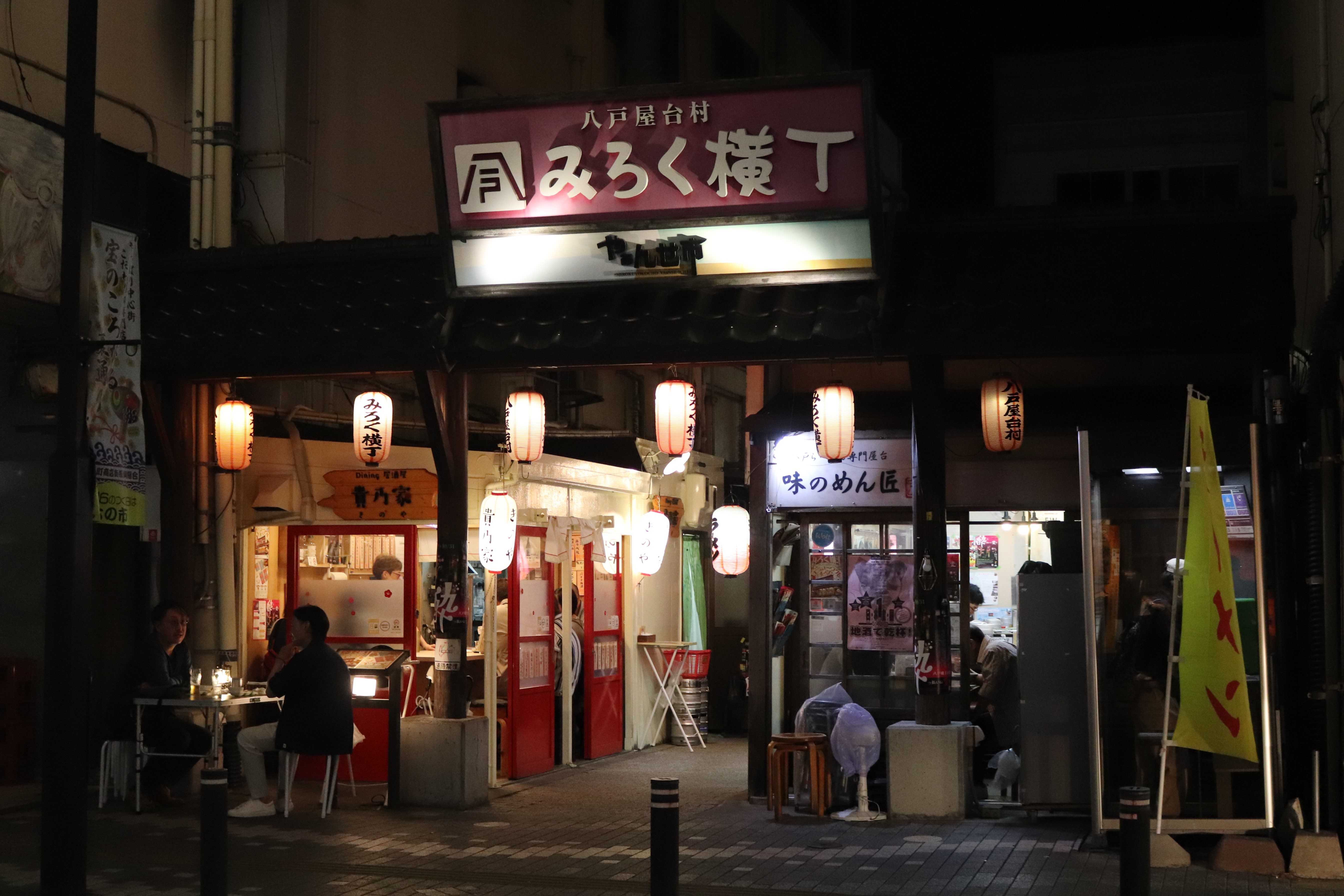
みろく横丁・六日町側
（2024年9月14日）

2002年（平成14年）12月1日の東北新幹線・八戸駅延伸開業に合わせ、有限会社北のグルメ都市の運営で2002年（平成14年）11月19日にオープンした。北のグルメ都市は地元企業の経営者など5人のメンバーによって資本金500万円で設立された。八戸市中心市街地の表通りの三日町と裏通りの六日町を屋台街で結んでいるため、両町の頭文字「三」「六」から「みろく横丁」と命名された。屋台村の道路幅は2.4メートルで鍵型をしている。横丁内は三日町側の「おんで市」と六日町側の「やぁんせ市」で構成され、これらの名は八戸弁の「おんでやぁんせ」（「いらっしゃいませ」の意味）に由来している。
北海道帯広市の「北の屋台」を参考にしつつ、環境対応と地産地消を推奨するスローフード運動に取り組むことで他の都市の屋台との差別化を図っている。『地域循環型、バリアフリー型の「環境対応型屋台村」』としても評価され、観光名所の一つとなっている。2007年（平成19年）度の年間売上高は約5億6千万円。
開業時の店舗数は25店舗だったが、その後に26店舗となっている。
若手企業家の育成を重要なミッションとしており、契約期間を数年の短期間とし、中心市街地の空き店舗に店を構えることができるようコンサルティング等も行っている。数年おきにリニューアルされており、2024年（令和6年）4月20日には5年ぶりのリニューアルオープンが行われ、26店中半数の13店が入れ替わった。

## 歴史

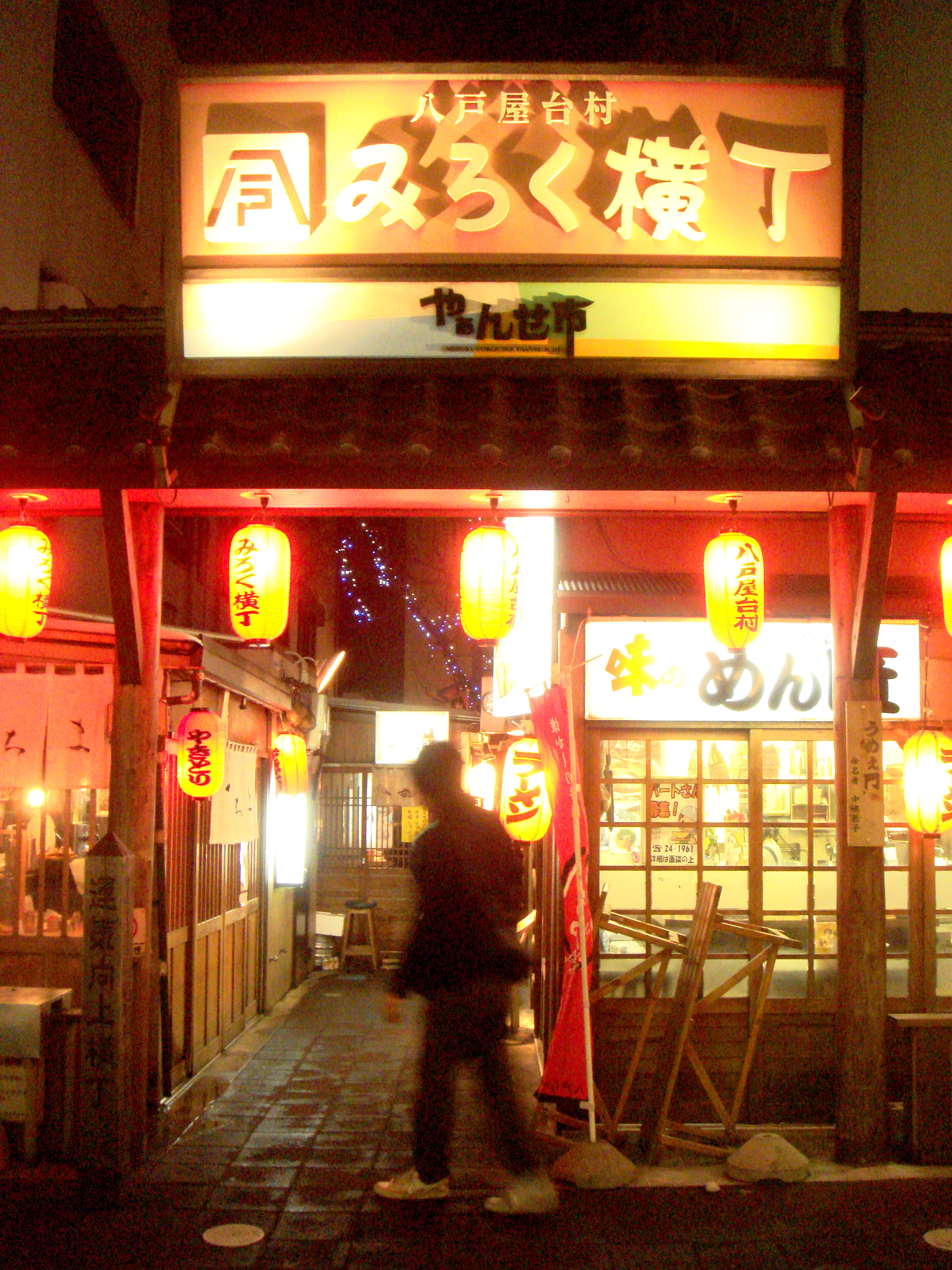
リニューアル前のみろく横丁（2008年12月29日）

- 2002年（平成14年）11月19日 - みろく横丁（六日町側「やぁんせ市」）がオープン。
- 2003年（平成15年）1月28日 - みろく横丁（三日町側「おんで市」）がオープン。
- 2024年（令和6年）4月20日 - リニューアルオープンが行われ、26店中半数の13店が入れ替わる[5]。

## 周辺
みろく横丁周辺には複数の横丁があり、特に花小路はみろく横丁と交差する形で飲食店が並ぶ。
- さくら野百貨店八戸店
  - カネイリ番町店
- まちの駅はちのへ
- ダイワロイネットホテル八戸
  - なか卯八戸八日町店
  - ローソン八戸ロイネットホテル店
- 八戸市庁
- 八戸市美術館
- チーノはちのへ
- 青い森信用金庫本店
- モリタ
- はっち
- いわとくパルコ
  - ホテルサンルート八戸
- パチンココンサートホール八戸店
- 東京第一イン八戸アネックス

## アクセス
- 八戸市庁から徒歩5分
- 東日本旅客鉄道（JR東日本）八戸線：本八戸駅から徒歩で約10分
  - あるいは八戸市営バス・南部バス「八戸中心街ターミナル（中央通り）」バス停下車、徒歩約3分。
- JR・青い森鉄道：八戸駅から車で15分
  - あるいは八戸市営バス・南部バス・十和田観光電鉄バス「八戸中心街ターミナル（八日町）」バス停下車、徒歩約3分。
- 八戸自動車道：八戸インターから、車で約7分
- 三沢空港から特急 三沢空港連絡バス（八戸八日町行）で約40分、「八日町」バス停終点下車。

最寄りバス停
- 表通り（「おんで市」） - 『八戸中心街ターミナル（三日町(1番のりば)）』（八戸市営バス・南部バス）
- 裏通り（「やぁんせ市」） - 『八戸中心街ターミナル（六日町(5番のりば)）』（八戸市営バス・南部バス・十和田観光電鉄バス）